# Nellingen
Nellingen település Németországban, azon belül Baden-Württembergben. Lakosainak száma 2130 fő (2023. december 31.). Nellingen Lonsee, Amstetten, Dornstadt és Merklingen községekkel határos.

## Népesség
A település népessége az elmúlt években az alábbi módon változott:
| Lakosok száma | 1512 | 1992 | 2044 | 2058 | 2114 | 2130 |
|               | 1975 | 2017 | 2019 | 2021 | 2022 | 2023 |